# Isenbüttel

Luftbild von Isenbüttel mit der Kirche, 2015

Isenbüttel ist eine Gemeinde im niedersächsischen Landkreis Gifhorn sowie eine Mitgliedsgemeinde und der Verwaltungssitz der Samtgemeinde Isenbüttel.

## Geografie

### Geografische Lage
Die Gemeinde Isenbüttel liegt im Städtedreieck zwischen Wolfsburg (ca. 18 km), Gifhorn (ca. 6 km) und Braunschweig (ca. 20 km) auf der Hochfläche des Papenteich an der Hehlenriede. Die Gemeinde gehört der Samtgemeinde Isenbüttel an, die ihren Verwaltungssitz in Isenbüttel hat. Isenbüttel liegt an der Bahnstrecke Braunschweig–Wieren, der Bahnhof Isenbüttel Dorf wurde 1976 geschlossen.

### Gemeindegliederung
Isenbüttel besteht aus drei Ortsteilen: dem Kernort, Bornsiek und Tankumsee. Die Ortsteile haben jedoch keinen offiziellen Status, sondern ergeben sich lediglich aus der geographischen Lage. Bornsiek und Tankumsee liegen als Siedlungen abseits des Kernorts. Bornsiek entstand am Bahnhof Isenbüttel-Dorf, Tankumsee war ursprünglich als reines Naherholungsgebiet gedacht. Heute stehen dort auch Wohnhäuser.

## Geschichte
Der Ortsname ist auf eine Siedlungsgründung durch einen Mann mit dem Namen Iso zurückzuführen, der hier zuerst ein Haus baute. Da Isenbüttel eines von vielen so genannten „Büttel-Dörfer“ in der Region des Papenteichs ist, entstand später der Name Isenbüttel. Urkundlich erwähnt wurde Isenbüttel erstmals 1196/97 und heißt in späteren Urkunden im 14. Jahrhundert Isenbutle. Zu dieser Zeit bekam das Kloster Isenhagen vom Landesherren Rechte auf die Siedlung zugesprochen. Das Kloster erhielt auch das Patronat an der Kirche in Isenbüttel. Die Ansiedlung hatte bereits früh den Charakter eines Haufendorfes. Als Sitz des Kirchspiels zog sie neue Bürger an und begründete ihre Funktion als Zentrumsort für die umliegenden Gemeinden.
Die Besiedlungsgeschichte des Ortes ist bislang unerforscht. Ältestes Zeugnis ist ein Steinofen aus der jüngeren vorrömischen Eisenzeit (ca. 480 – 30 v. Chr.), der am Triftweg nördlich der Hehlenriede entdeckt wurde.

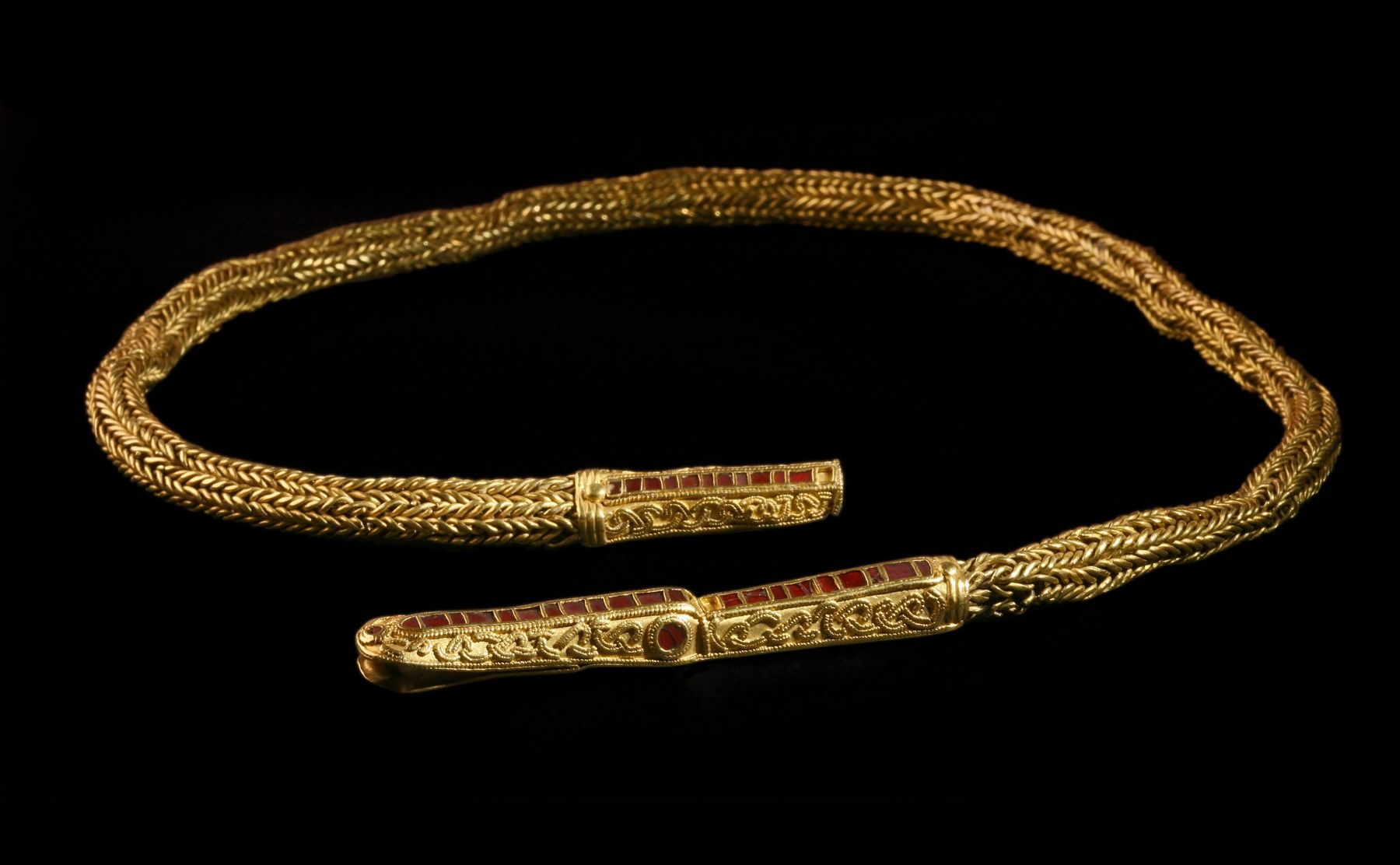
Goldkette von Isenbüttel

Bei Rodungsarbeiten in Isenbüttel wurde 1922 die „Goldkette von Isenbüttel“ gefunden, die im Wappen des Ortes gezeigt wird. Die rund 50 cm lange merowingerzeitliche (6./7. Jh.) Kette ist aus feinsten Golddrähten gestrickt. Sie hat an den Enden angenietete Tierköpfe. Die hier eingelegten roten Steine stammen aus Asien. Es ist die anspruchsvolle Arbeit eines Goldschmiedes von hoher Fertigungsqualität. Die Kette ist heute im Landesmuseum Hannover Abteilung „Menschenwelten“ zu sehen.
Im 20. Jahrhundert verdankte der Ort mehreren Faktoren eine Bevölkerungszunahme. Dies waren die Nähe zu Gifhorn, die Lage nahe der Bahnstrecke Berlin–Lehrte und die Ansiedlung von Beschäftigten des Wolfsburger Volkswagenwerkes in den 1960er Jahren.
1996 wurde von April bis Oktober das 800-jährige Bestehen des Ortes gefeiert.

## Religion

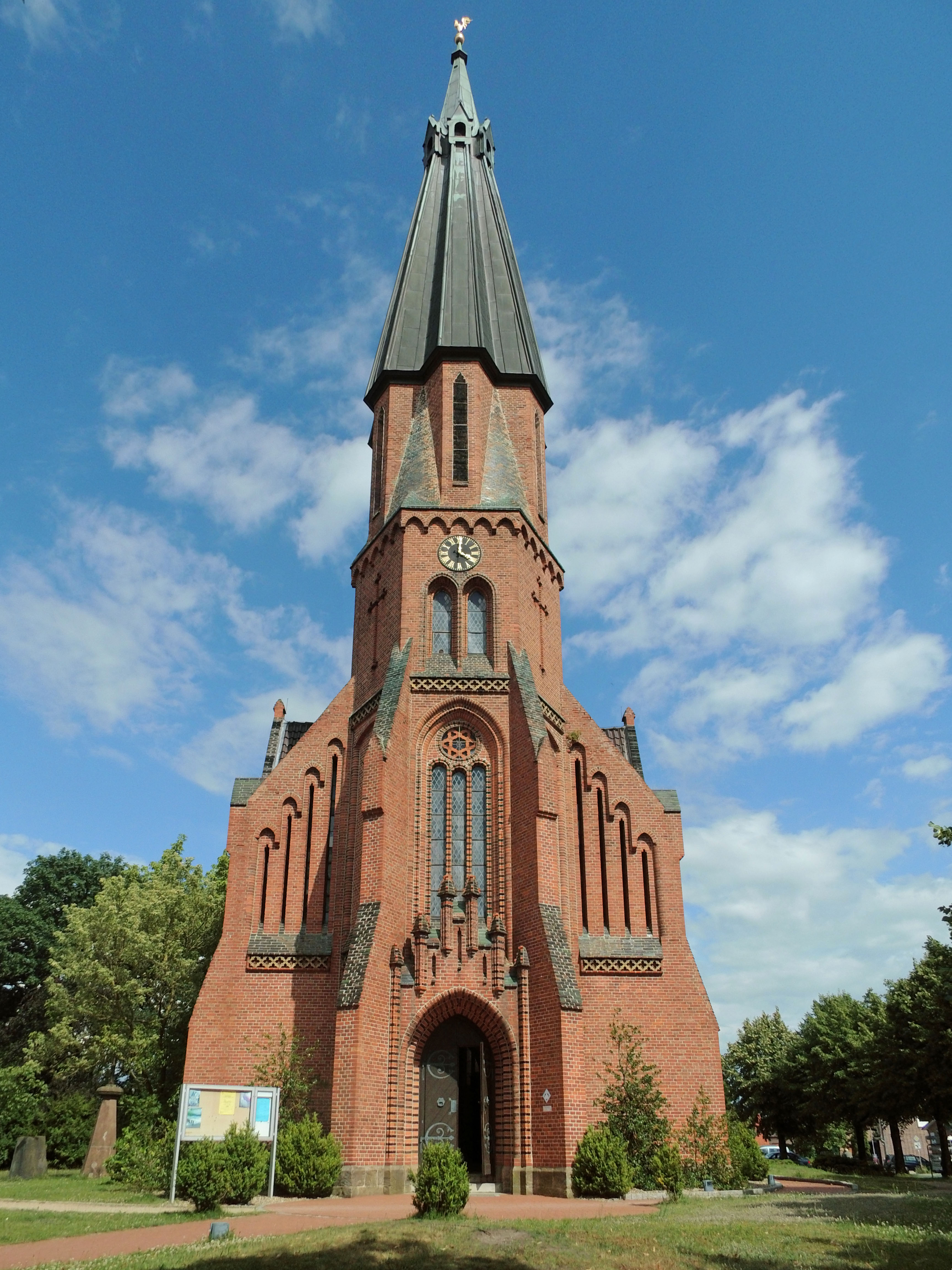
St.-Marien-Kirche

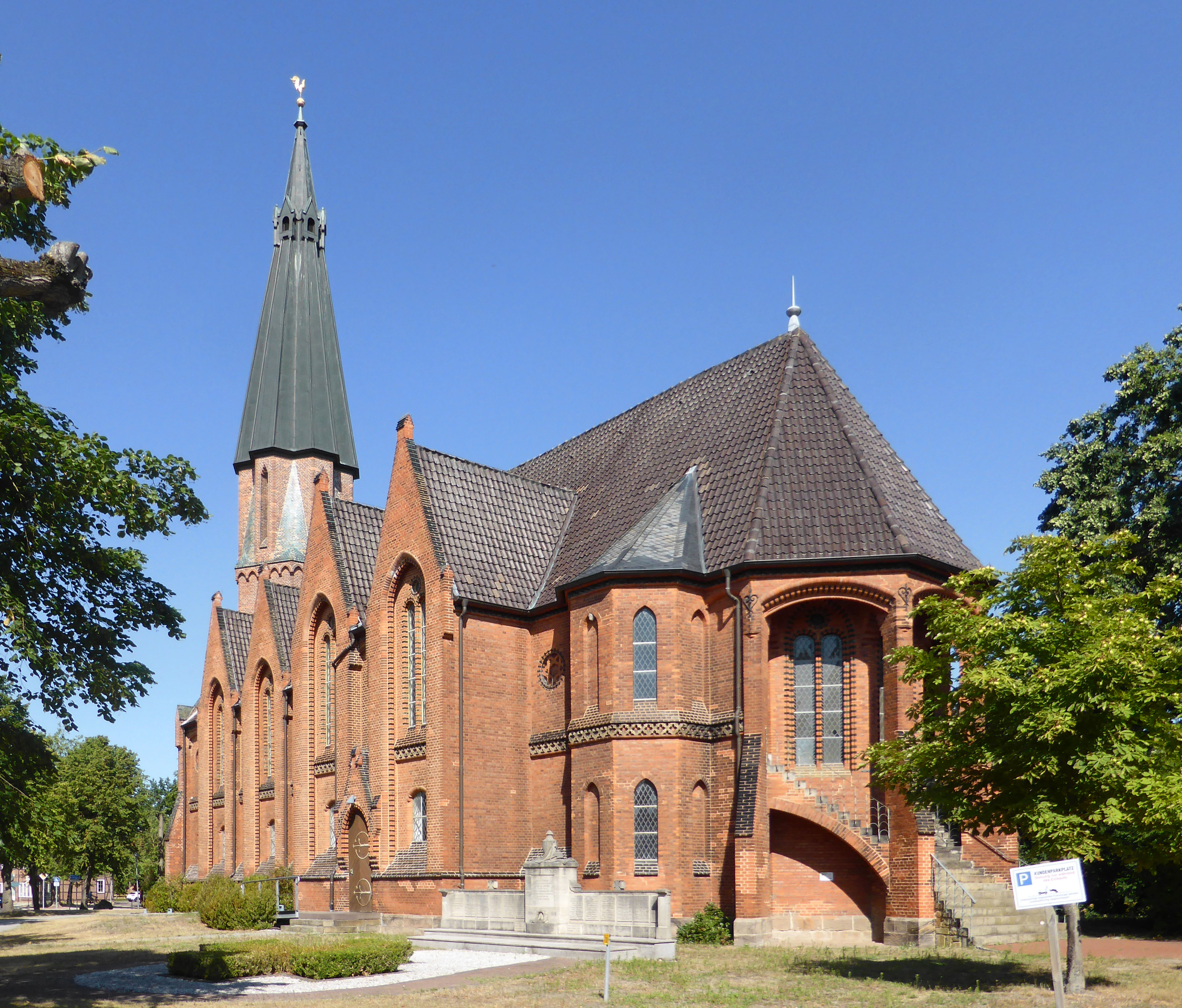
St.-Marien-Kirche

Die evangelisch-lutherische St.-Marien-Kirche wurde von 1872 bis 1874 im Stil der Neugotik nach Plänen des Architekten Theodor Unger erbaut. Die zu klein gewordene Vorgängerkirche wurde dafür abgerissen. Die Grundsteinlegung fand am 7. Juli 1872 statt, am 22. November 1874 wurde sie geweiht. Für die neue Kirche hatte Wochen zuvor die Glockengießerei Otto aus Hemelingen/Bremen zwei Bronzeglocken gegossen. Es handelte sich dabei um die ersten Glocken, die von der 1873/1874 neugegründeten Gießerei F. Otto gegossen worden waren. Sie hatten die Schlagtöne fis′ und ais′ und wogen 898 kg bzw. 475 kg. Beide Glocken existieren heute nicht mehr, sondern wurden zu Kriegszwecken eingeschmolzen.  Der 42,60 m hohe Kirchturm zeigt im Grundriss eine sechsblättrige Rose. Hinter dem neugotischen Orgelprospekt aus dem 19. Jahrhundert verbirgt sich die 1972 von Rudolf Janke erbaute Orgel, das Instrument verfügt über 20 Register auf zwei Manualwerken und Pedal. Die Kirchengemeinde Isenbüttel gehört zum Kirchenkreis Gifhorn im Sprengel Lüneburg der evangelisch-lutherischen Landeskirche Hannovers.
Die katholischen Einwohner Isenbüttels gehören zur Pfarrgemeinde St. Altfrid in Gifhorn.

## Politik

### Gemeinderat

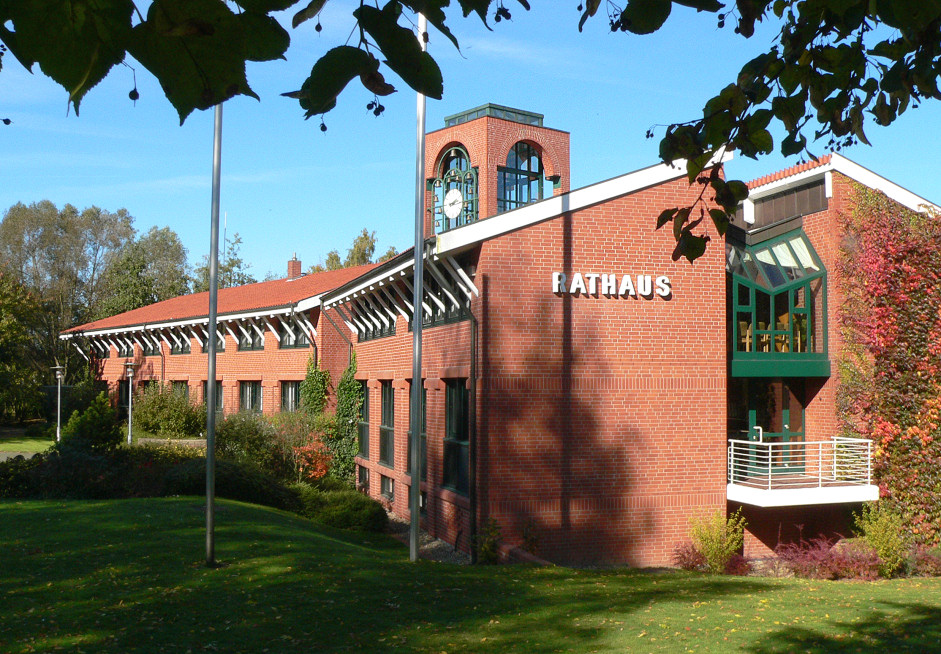
Rathaus

Der Rat der Gemeinde Isenbüttel setzt sich aus 19 Mitgliedern zusammen. Die Ratsmitglieder werden durch eine Kommunalwahl für jeweils fünf Jahre gewählt.

Bei der Kommunalwahl 2021 ergab sich folgende Sitzverteilung:
| Gemeinderat 2021Insgesamt 19 Sitze - SPD: 7 - Grüne: 2 - Unabh.: 1 - IWG: 4 - CDU: 5 |

| Wahljahr | SPD | CDU | Grüne | IWG | Gesamt   |
| -------- | --- | --- | ----- | --- | -------- |
| 2016     | 8   | 5   | 3     | 3   | 19 Sitze |
| 2011     | 9   | 5   | 3     | -   | 17 Sitze |

### Bürgermeister
| - 1871–1879: Johann Heinrich Ernst Gaus (Ackermann) - 1880–1881: Ludwig Behrens (Kotsaß) - 1881–1889: Heinrich Rohlf (Kotsaß) - 1904–1908: Ernst Lüthge (Ackermann) - 1908–1914: Johann H. Deneke (Kotsaß) - 1914–1929: Christian Thielhorn (Ackermann) - 1929–1945: Heinrich Gaus - 1945–1946: Heinrich Zimmermann (DP) - 1946–1947: Heinrich Benstem - 1947–1947: Kreisangestellter Lührs (Mai–Juli) - 1947–1948: Heinrich Benstem - 1948–1952: Willi Schulz - 1952–1968: August Mohwinkel - 1968–1972: Willi Schulz | - 1972–1973: Ernst-Joachim Schulze (SPD) - 1973–1974: Eberhardt von Zitzewitz - 1974–1976: Georg Kroll - 1976–1978: August Mohwinkel - 1978–1981: Johann Metzler (CDU) - 1981–1986: Ernst-Joachim Schulze (UWG) - 1986–1991: Johann Metzler (CDU) - 1991–1996: Ernst-Joachim Schulze (UWG) - 1996–2002: Dietmar Rösler (CDU) - 2002–2006: Hans Hermann Droßel (CDU) - 2006–2016: Peter Zimmermann (SPD) - 2016–2021: Tanja Caesar (IWG) - Seit 2021: Frederick Meyer (CDU) |

### Wappen
| Wappen der Gemeinde Isenbüttel | Blasonierung: „Das Wappen der Gemeinde Isenbüttel zeigt in Blau ein geflochtenes, ringförmig angeordnetes goldenes Band mit drachenähnlichem Kopf und besonders verziertem Schlussglied, in deren Scheitelkämmen rote Steine eingelegt sind.“ |
| Wappen der Gemeinde Isenbüttel | Wappenbegründung: Das Wappen zeigt auf blauem Grund die stilisierte Darstellung der Goldkette von Isenbüttel. |

## Wirtschaft und Infrastruktur

### Ansässige Unternehmen
Die meisten Unternehmen innerhalb der Gemeinde sind im Gewerbe- und Industriepark Isenbüttel ansässig, darunter Bereiche wie Messebau, Batteriefertigung und Achsmontage der Volkswagen-Gruppe.

### Naherholung

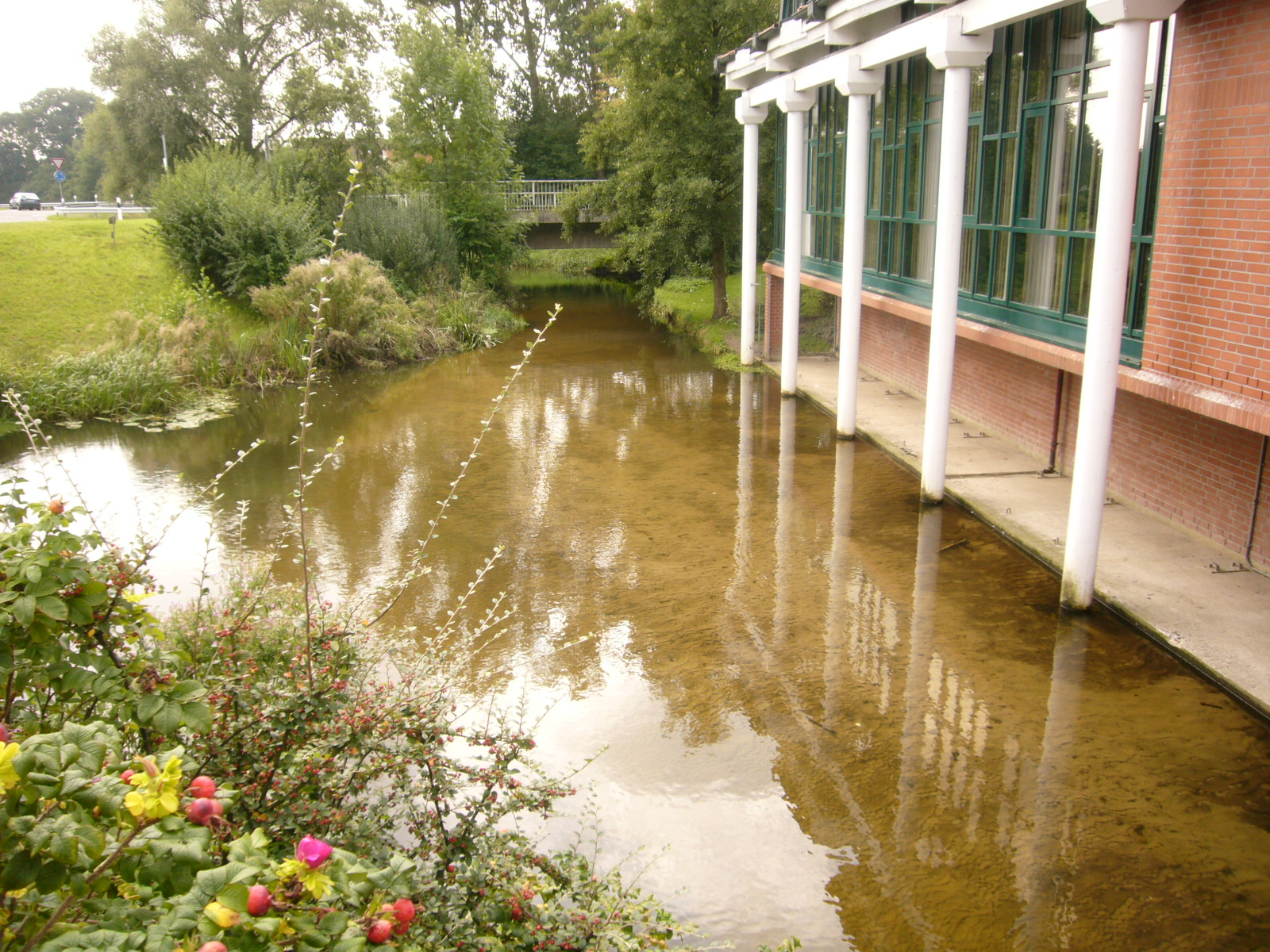
Hehlenriede am Rathaus

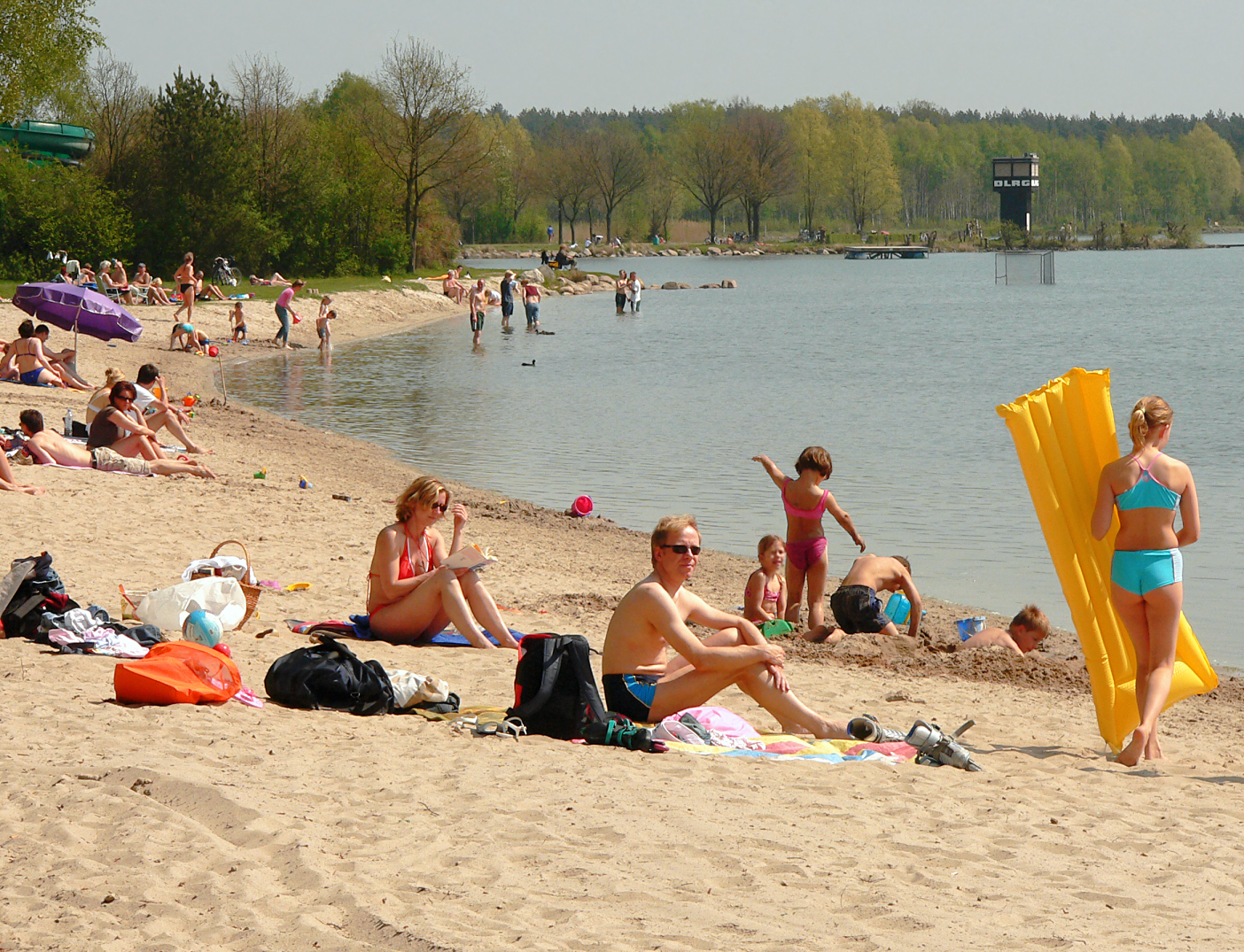
Tankumsee

Nördlich des Ortes führt die Bahnstrecke Berlin–Lehrte vorbei. In Isenbüttel, ca. 2 km nordöstlich der geschlossenen Ortschaft liegt das 222 ha große Naherholungsgebiet Tankumsee mit dem 62 ha großen Tankumsee. Östlich des Sees verläuft der Elbe-Seitenkanal, der den Mittellandkanal mit der Elbe verbindet und dahinter liegt das unter Natur- bzw. Landschaftsschutz stehende Feuchtgebiet des Barnbruchs. Der Elbeseitenkanal dient dabei nicht nur dem Schiffsverkehr, sondern kann auch ohne jeglichen Kontakt mit dem Autoverkehr für Fahrradtouren und -reisen genutzt werden. So erreicht man über die Schleuse Uelzen und das eindrucksvolle Schiffshebewerk Scharnebeck Lauenburg an der Elbe und kann von dort Richtung Osten oder gen Hamburg und Nordsee weiterfahren. Ebenso liegt das Dorf am Weser-Harz-Heide-Radfernweg. Dieser führt von Hann. Münden (Weserradweg, Werraradweg und Fuldaradweg) über den Harz nach Lüneburg und damit wiederum zum Elberadweg. In Gifhorn (7 km) von Isenbüttel kreuzt der Weser-Harz-Heide-Radfernweg den Aller-Radweg, der Elbe und Weser verbindet. Somit liegt Isenbüttel mit seiner Lage an Radfernwegen und Elbe-Seiten-Kanal gerade für den aufkommenden sanften Tourismus ideal.

### Bildung
In der Gemeinde Isenbüttel finden sich drei Kindergärten. Der DRK-Kindergarten I und II und die 1972 eröffnete St.-Marien-Kindertagesstätte im Zentrum des Ortes. Im Schulzentrum an der Schulstraße ist die Grundschule Isenbüttel untergebracht. Seit 2005, im selben Gebäude, befindet sich dort auch die neue Dorfbücherei.

## Persönlichkeiten
- Johann Gottlieb Lindemann (1757–1829), von 1793 bis zu seinem Tod Pastor in Isenbüttel; Verfasser religionsphänomenologischer Schriften
- Ewald Lütge (1945–1995), Journalist, Radiomoderator und Musikmanager